# Nemotelus przewalskii
Nemotelus przewalskii är en tvåvingeart som beskrevs av Pleske 1937. Nemotelus przewalskii ingår i släktet Nemotelus och familjen vapenflugor. Inga underarter finns listade i Catalogue of Life.